# De Pinte
De Pinte är en kommun i Belgien. Den ligger i provinsen Östflandern och regionen Flandern, i den västra delen av landet. Antalet invånare är 10 286.
Omgivningarna runt De Pinte är en mosaik av jordbruksmark och naturlig växtlighet.